# Hatcha

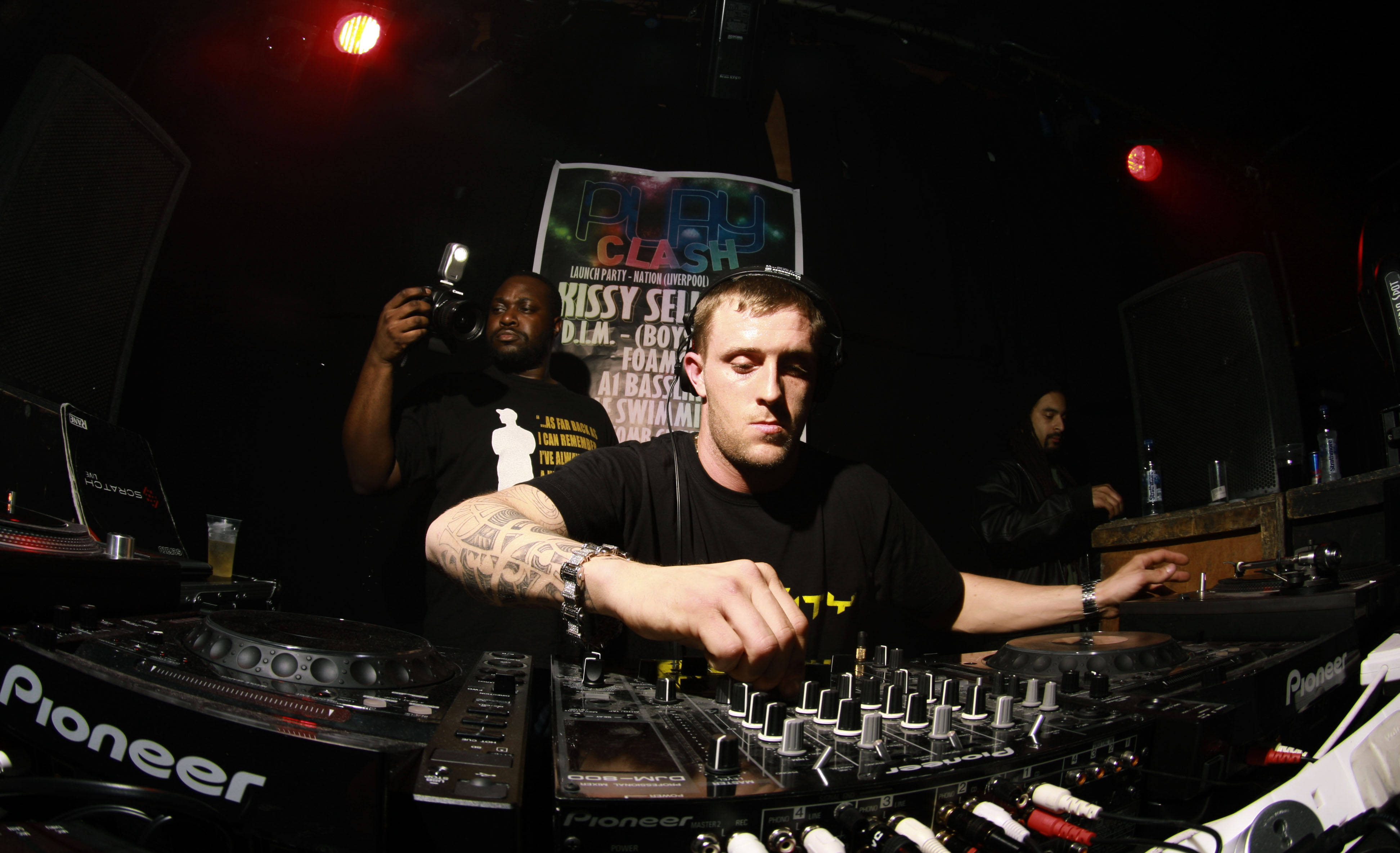
Hatcha, 2008

Terry Leonard, auch bekannt als DJ Hatcha oder Hatcha, ist ein Produzent und DJ des Dubsteps. Er hatte eine reguläre Sendung auf dem bekannten Piratensender Rinse FM in den frühen 2000ern, bevor er den Dubstep mit einer regulären Sendung auf dem Radiosender Kiss FM einer breiteren Hörerschaft näher brachte. Er bekam viel Anerkennung für seine Platten der Tempa Records DJ-Mix-Serie „Dubstep Allstars“.

## Rolle in der Entstehung des Dubsteps

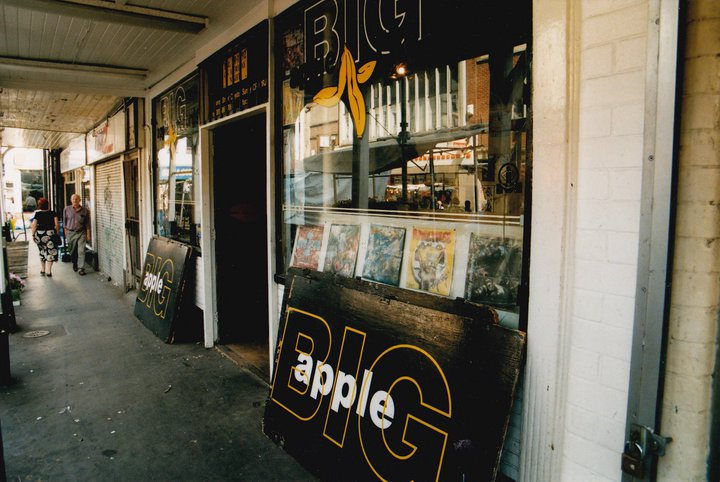
Big Apple circa 2000

Leonard war der Chefeinkäufer im Big Apple Plattenladen in Croydon, South London, welchen er zusammen mit Arthur Smith (DJ unter dem Künstlernamen Artwork und späteres Mitglied von Magnetic Man) und John Kennedy betrieb. Eine Strömung innerhalb der 2-Step-Szene mit dem Namen „Dark Garage“ breitete sich zu Beginn der 2000er aus, und Produzenten dieser Szene wie El-B und Horsepower Productions waren Stammgäste im Laden, der sich zu einem Treffpunkt der Szene entwickelt hatte. Zu dieser Zeit war Leonard ein einflussreicher DJ auf verschiedenen Piratensendern und oft im Club FWD>>, wo ein Hang zu minimalistischem und basslastigem Dark Garage an Popularität gewann.
Oliver Jones (Skream), kam durch seinen Bruder (Produzent Hijak) in Berührung mit Leonard, und begann während der Wochenenden in seinem Laden zu arbeiten. Leonard spielte ihm Dark Garage vor, was Jones Interesse an der Musikproduktion entfachte. Durch seine Arbeit im Laden lernte er Adegbenga Adejumo (Benga) kennen, einen weiteren jungen Produzenten, der seine Stücke mittels seiner PlayStation-Konsole erstellte. Die beiden tauschten ihre Musik aus und entwickelten ihren Stil mit der Unterstützung von Leonard, der zudem Dubplates von Stücken, die sie für seine DJ-Sets machten, veröffentlichte. Seine Sets im FWD>> und auf Rinse FM waren sehr einflussreich bei der Formgebung des Dubsteps, sowohl durch die exklusive Musik von den jungen Produzenten, als auch durch aktuelle Ladenbestände wie Mala, Coki und Loefah (die ersten beiden waren zuvor als Duo Digital Mystikz bekannt).

## Diskografie

### 12"
- Bashment (Self released, 2001)[7]
- Dub Express (Tempa, 2003)
- Special 4 track EP w/ Benny Ill (Tempa, 2003)
- 10 Tons Heavy w/ Benga (Planet Mu, 2006)
- Just A Rift / Chillz (Eight:FX, 2008)
- Dirtee Tek / Dark Claps (Special Branch, 2010)

### DJ Mixes
- Dubstep Allstars Vol. 1 (Tempa, 2004)
- Dubstep Allstars Vol. 4 w/ Youngsta (Tempa, 2006)